# De grote operatie
De grote operatie (Engelse titel: Major Operation) is een sciencefictionverhalenbundel uit 1977 van de Noord-Ierse schrijver James White. Dit is het derde boek uit de Sector General-reeks. Het boek bevat vijf korte verhalen die voorheen gepubliceerd werden in het Britse SF-magazine New Worlds.

## Verhaal
Sector General is een gigantisch ziekenhuis in de ruimte dat zich net voorbij de grens van de Melkweg bevindt. Zowel de dokters en verpleegsters als de patiënten komen uit het hele Universum. Honderden verschillende levensvormen komen om er toe om zich te laten behandelen en dokter zijn – menselijk of niet – is een grote uitdaging en vereist een graad van aanpassingsvermogen die niemand zich ooit heeft kunnen voorstellen.

## Korte verhalen
- Invader
- Vertigo
- Blood Brother
- Meatball
- Major Operation